# Catocala eldoradensis
Catocala eldoradensis là một loài bướm đêm trong họ Erebidae.